# Zahia Dahmani
Zahia Dahmani (* 2. Juni 1972 in Roubaix) ist eine ehemalige französische Langstreckenläuferin.

## Leben
1995 wurde sie Achte bei den Halbmarathon-Weltmeisterschaften in Belfort und trug mit einem 15. Platz bei den Crosslauf-Europameisterschaften in Alnwick zum Bronzemedaillengewinn der französischen Mannschaft bei. Bei den Halbmarathon-Weltmeisterschaften 1996 in Palma wurde sie Neunte und gewann mit der Mannschaft Silber. Bei den Leichtathletik-Weltmeisterschaften 1997 in Athen erreichte sie im Finale über 10.000 m nicht das Ziel.
1998 wurde sie bei den Leichtathletik-Halleneuropameisterschaften in Valencia Sechste über 3000 m und kam bei den Halbmarathon-Weltmeisterschaften in Uster auf den 15. Platz. Bei den Crosslauf-Europameisterschaften in Ferrara wurde sie Neunte und gewann mit der Mannschaft Silber. 1999 belegte sie bei den Weltmeisterschaften in Sevilla über 10.000 m den 22. Platz und gewann den Lille-Halbmarathon.
2000 wurde sie Siebte beim Rotterdam-Marathon und Vierte bei den Crosslauf-Europameisterschaften in Malmö. Im Jahr darauf belegte sie bei den Crosslauf-Weltmeisterschaften in Ostende auf der Langstrecke den 35. Platz und holte mit der französischen Mannschaft Bronze. Mit einem vierten Platz beim Paris-Marathon qualifizierte sie sich für den Marathon der Weltmeisterschaften in Edmonton, bei dem sie jedoch aufgab. Danach siegte sie beim Halbmarathon Le Lion und beim Venedig-Marathon.
2002 wurde sie Sechste beim Berlin-Marathon. 2003 folgte einem vierten Platz beim Paris-Halbmarathon und einem achten Platz beim Paris-Marathon Rang 48 beim Marathon der Weltmeisterschaften in Paris/Saint-Denis. Beim Lausanne-Marathon wurde sie Zweite. 
2004 wurde sie erneut Vierte beim Paris-Halbmarathon, belegte bei den Crosslauf-Weltmeisterschaften in Brüssel auf der Langstrecken den 19. Platz. Einem fünften Platz beim Rotterdam-Marathon folgte der Sieg beim Krakau-Marathon.
2006 wurde sie Sechste beim Paris-Marathon und lief bei den Europameisterschaften in Göteborg über 10.000 m auf dem 23. Platz ein. 2007 wurde sie Vierte beim Paris-Halbmarathon und Siebte beim Paris-Marathon.
1997 wurde sie französische Meisterin über 5000 m, 1997 und 1999 über 10.000 m, 1997 und 2000 im 10-km-Straßenlauf und 2001 im Halbmarathon. In der Halle holte sie 1998 den nationalen Titel über 3000 m.
Zahia Dahmani ist 1,60 m groß und wiegt 49 kg. Sie startete für die US Tourcoing und wurde zunächst von Francis Wartel, dann von Ljudmila Borissowa trainiert.

## Persönliche Bestzeiten
- 3000 m: 8:56,52 min, 16. Juli 1997, Nizza
  - Halle: 8:55,60 min, 18. Februar 1998, Genua
- 5000 m: 15:37,98 min, 29. Mai 1999, Sankt Petersburg
- 10.000 m: 32:10,21 min, 27. Juni 1997, Reims
- 10-km-Straßenlauf: 32:44 min, 26. August 1995, Arras
- Halbmarathon: 1:11:28 h, 1. Oktober 1995, Belfort
- Marathon: 2:29:58 h, 8. April 2001, Paris